# Karl Giese
Pour les articles homonymes, voir Giese.
 (mars 2025).
La mise en forme du texte ne suit pas les recommandations de Wikipédia : il faut le « wikifier ».
Les points d'amélioration suivants sont les cas les plus fréquents. Le détail des points à revoir est peut-être précisé sur la page de discussion.
- Les titres sont pré-formatés par le logiciel. Ils ne sont ni en capitales, ni en gras.
- Le texte ne doit pas être écrit en capitales (les noms de famille non plus), ni en gras, ni en italique, ni en « petit »…
- Le gras n'est utilisé que pour surligner le titre de l'article dans l'introduction, une seule fois.
- L'italique est rarement utilisé : mots en langue étrangère, titres d'œuvres, noms de bateaux, etc.
- Les citations ne sont pas en italique mais en corps de texte normal. Elles sont entourées par des guillemets français : « et ».
- Les listes à puces sont à éviter, des paragraphes rédigés étant largement préférés. Les tableaux sont à réserver à la présentation de données structurées (résultats, etc.).
- Les appels de note de bas de page (petits chiffres en exposant, introduits par l'outil «  Source ») sont à placer entre la fin de phrase et le point final[comme ça].
- Les liens internes (vers d'autres articles de Wikipédia) sont à choisir avec parcimonie. Créez des liens vers des articles approfondissant le sujet. Les termes génériques sans rapport avec le sujet sont à éviter, ainsi que les répétitions de liens vers un même terme.
- Les liens externes sont à placer uniquement dans une section « Liens externes », à la fin de l'article. Ces liens sont à choisir avec parcimonie suivant les règles définies. Si un lien sert de source à l'article, son insertion dans le texte est à faire par les notes de bas de page.
- La présentation des références doit suivre les conventions bibliographiques. Il est recommandé d'utiliser les modèles {{Ouvrage}}, {{Chapitre}}, {{Article}}, {{Lien web}} et/ou {{Bibliographie}}. Le mode d'édition visuel peut mettre en forme automatiquement les références.
- Insérer une infobox (cadre d'informations à droite) n'est pas obligatoire pour parachever la mise en page.

Pour une aide détaillée, merci de consulter Aide:Wikification.
Si vous pensez que ces points ont été résolus, vous pouvez retirer ce bandeau et améliorer la mise en forme d'un autre article.
Karl Giese (18 octobre 1898 à Wedding, Berlin - 16 mars 1938 à Brno) est l'archiviste et curateur du musée de l'Institut des sciences sexuelles ainsi que le premier secrétaire, l'amant, et l'héritier de Magnus Hirschfeld.

## Biographie

### Enfance (1898-1914)
Karl (Carl selon son certificat de naissance, mais la première orthographe est utilisée tout au long de sa vie) Otto Bernhard Giese naît le 18 octobre 1898, le benjamin d'une famille de six enfants, de Hermann Giese, pilote dans la marine et d'Anna Noack au 17, Schulstrasse, dans le quartier berlinois de Wedding, alors baptisé Roter Wedding à cause des scores conséquents qu'y obtient le Parti Communiste Allemand (KPD). Les parents s'étaient mariés le 17 janvier 1885. En 1904, Hermann Giese meurt. La mère de Karl Giese se remarie en 1908 à Karl Müller, mais est de nouveau veuve en 1910.
Giese va à l'école élémentaire dans le quartier de Wedding et se prépare à devenir marchand lorsqu'il rencontre Hirschfeld.

### Rencontre avec Magnus Hirschfeld (1914-1919)
Karl Giese va à la rencontre de Magnus Hirschfeld, qui a alors déjà publié plusieurs livres sur l'homosexualité et est déjà président du Wissenschaftlich-humanitäres Komitee, en 1914, alors qu'il a seize ans. Selon les dires de Giese dans un témoignage suivant la mort d'Hirschfeld, Giese était allé à sa rencontre à propos d'un "problème familial" ; il pourrait s'agir du fait que l'un des grands frères de Giese était gay, ou bien qu'il était à la recherche d'un certificat médical pour ne pas être conscrit dans la Première Guerre Mondiale. Hirschfeld soutient le jeune homme et demande à rencontrer sa mère. Celle-ci sera souvent accueillie à l'Institut au cours des années suivantes et écrira même une lettre publique en défense des homosexuels.
Il est probable que la relation amoureuse entre Giese et Magnus commence dès 1914.

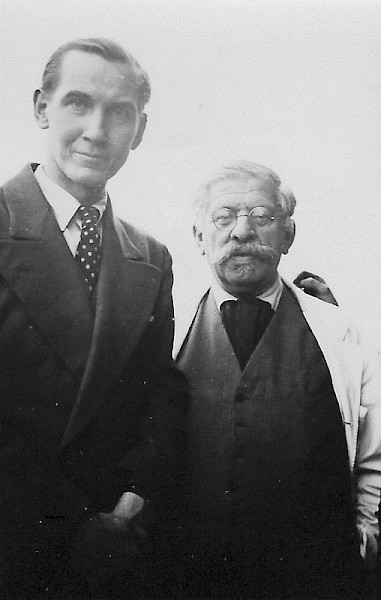
Karl Giese et Magnus Hirschfeld. Photographie de Max Reiss.

### Karl Giese et l'Institut des sciences sexuelles (1919-1933)
L'Institut des sciences sexuelles ouvre en juillet 1919. Giese y travaille jusqu'à sa destruction. Il est le secrétaire d'Hirschfeld (premier secrétaire, à partir de 1927, où Hirschfeld embauche un deuxième secrétaire, Günther Maeder) et Archivleiter (directeur des Archives et du musée). Le titre de secrétaire était, à cette époque, une manière fréquente d'assurer une relation gay sans la rendre publique; pour autant, les publications de Giese, des lettres d'Hirschfeld corrigées de sa main, et les témoignages de l'époque confirment qu'il remplit effectivement ce poste.
Giese est passionné de théâtre, et il profite de ses années à l'Institut pour jouer dans des pièces, où il reçoit de bonnes critiques ; c'est probablement grâce à lui qu'apparait un groupe de théâtre gay qui vivra de 1921 à 1924 : Theater des Eros, Bühnenvereinigung für eigene Kunst. Giese apparaît également dans Anders als die Andern, un film réalisé par Magnus Hirschfeld et Richard Oswald qui raconte l'histoire d'un violoniste gay, Paul Körner, victime de chantage en raison de sa sexualité ; Giese y joue le rôle du jeune Paul Körner.
À partir de 1924, date à laquelle il apparaît pour la première fois comme directeur du département des Archives de l'Institut, Giese semble se consacrer à la vulgarisation de la sexologie, en particlier de la Théorie des Intermédiaires Sexuels (Zwischenstufelehre) d'Hirschfeld : il organise les visites de l'Institut et écrit des articles pour le grand public. Une de ses collaboratrice, Ellen Baekgaard, le décrit comme "le lien indispensable entre Magnus Hirschfeld et son environnement" (das absolute Zwischenglied zwischen Magnus Hirschfeld und der Umwelt). Giese avait pour assistant connu(Hilfsarchivar) Erich Amborn (un pseudonyme), qui était à la fois patient et employé de l'Institut. Gerd Katter l'a aussi épaulé en 1930.
Giese est une personne sociable et se lie à plusieurs personnalités de l'époque, par exemple Christopher Isherwood et Francis Turville-Petre.
La plupart des témoins de l'époque décrivent Giese comme un homme efféminé ; il est possible que cela n'ait pas déplu à Giese, car il signe un article de 1921 "Androgynos". Il aime la broderie et la tapisserie et collectionne les pierres précieuses dans une vitrine.

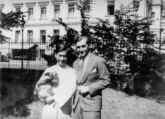
Li Chiu Tong/ Tao Li et Karl Giese en 1932, dans les jardins de l'Institut des sciences sexuelles.

Lorsque Magnus Hirschfeld part pour sa tournée mondiale en 1930, Giese reste à l'Institut, dont il assure le bon fonctionnement. Hirschfeld revient en Europe en 1932, mais se tient à l'écart de l'Allemagne parce qu'il se sent menacé par la situation politique ; Giese rejoint alors Hirschfeld en Grèce en mars, rentre possiblement à Berlin en mai, puis se trouve de nouveau aux côtés d'Hirschfeld lors du cinquième congrès de la Ligue pour la Réforme Sexuelle (Weltliga für Sexualreform) dans la ville de Brno, en Tchéquoslovaquie ; Giese y présente un exposé lors du quatrième jour, à propos des "projections psychologiques intersexuelles" (intersexuelle Psychoprojecktionen). Giese passe ensuite du temps avec Hirschfeld et son nouvel amant Li Shiu Tong à Zurich, à la fin de la même année.

### Sous le Troisième Reich (1933-1938)

#### Le pillage de l'Institut et l'exil (mai-décembre 1933)
Karl Giese se trouve à l'Institut lorsque celui-ci est pillé par les étudiants nazis le 6 mai 1933. Il est probablement enfermé à l'étage comme la majorité de ceux qui se trouvaient dans les bâtiments pendant le raid ; il quitte Berlin le lendemain, où il ne retournera jamais. Le 13 mars, une lettre d'Hirschfeld confirme que lui et Giese sont ensemble en Suisse, à Ascona-Moscia. Ensemble, ils écrivent un témoignage sur le raid de l'Institut. Hirschfeld et Li Chiu Tong quittent la Suisse pour Paris le 14 ; Giese reste à Casa Werner pendant un peu plus de deux mois avant de se rendre à Zurich à la fin du mois de juillet. Il arrive à Brno le 5 août 1933, où il loue une chambre. Il est plausible que Giese se soit rendu en Tchécoslovaquie pour savoir s'il était possible d'y reconstruire l'Institut, avec l'aide des contacts faits au cours du congrès de la Ligue pour la réforme sexuelle ; mais son principal contact, Josef Weisskopf, ne semble pas avoir été intéressé. Giese continue de mentionner la possibilité d'une reconstitution de l'Institut à Brno jusqu'en 1937, mais, selon Hans P. Soetaert, "c'était tout simplement du délire" ("it was simply delusional").
Pendant que Giese est à Brno, une partie des livres et documents de l'Institut sont mis aux enchères, ce qui donne l'occasion de les racheter. Giese est sûrement proche de cette opération de rachat, qui a lieu par l'intermédiaire de l'avocat tchécoslovaque Karl Fein. Une partie des documents rachetés sont envoyés en France, où Giese se rend également.
Au cours de ces six mois à Brno, Giese se rapproche également du magazine homosexuel Nový Hlas, au point d'y publier un article. Le magazine a pour espoir de développer un supplément germanophone qui poursuivrait le combat d'Hirschfeld depuis la Tchécoslovaquie, mais celui-ci ne voit pas le jour et le magazine disparaît en 1934.

#### Giese en France et l'affaire des bains publics (décembre 1933-octobre 1934)
Il entre en France par la frontière italienne le 29 décembre 1933. Hirschfeld le rejoint, et les deux vivent ensemble à Nice pendant une période de deux mois. Cette période à Nice est marquée par les problèmes de Giese avec les services de l'immigration française, qui ne lui avaient donné qu'un permis de séjour d'un mois. Giese obtient un permis de séjour de six mois en février 1934, au titre de réfugié politique[réf. souhaitée].
En mars 1934, Li Chiu Tong, Magnus Hirschfeld et Giese vivent ensemble à Paris, dans un appartement au dernier étage du 24 avenue Charles Floquet. Les sources sont partagées quant à l'harmonie de ce ménage à trois, certaines mentionnant des scènes de jalousie de la part de Giese, d'autres faisant état d'une cohabitation pacifique,.
La présence de Giese et les documents acheminés à Paris permettent à Hirschfeld d'espérer la fondation d'un nouvel Institut à Paris. Cet espoir s'effondre lorsque Giese est arrêté par la police, incarcéré pour trois mois, puis expulsé de France. Le 14 ou 15 avril 1934, Giese se trouve dans un établissement de bains publics, les "Bains Voltaire", au 93 rue de la Roquette. Le lieu permettait à des hommes de se rencontrer pour de brèves relations sexuelles, et Giese est en train de recevoir une fellation lorsque la police opère une rafle ; il sera condamné pour "outrage public à la pudeur". Hirschfeld essaie d'empêcher l'expulsion de Giese en écrivant trois lettres aux autorités françaises, et en demandant l'aide d'André Gide ; en vain. Giese reçoit l'ordre de quitter le pays sous quatre jours le 22 octobre 1934.

#### Giese à Vienne (octobre 1934 - mai 1936)
Giese se rend à Vienne, où il vit au 27, Mariahilferstrasse avec le Dr. Zalman Schneier et son épouse. Depuis Vienne, il se rend en France pour les funérailles de Magnus Hirschfeld puis plusieurs fois à Brno pour rencontrer son avocat, Karl Fein, afin de régler les problèmes légaux liés à l'héritage d'Hirschfeld.

#### L'héritage de Magnus Hirschfeld
Malgré son expulsion de France, Giese parvient à obtenir un visa de deux semaines pour se rendre aux funérailles de Magnus Hirschfeld. Par train, avion, et même moto, il arrive à Nice le 19 mai 1935. Il tombe malade, mais insiste pour assister malgré cela aux obsèques, où il prononce une oraison funèbre qualifiant Hirschfeld de "doux fanatique". Giese partage avec Li Chiu Tong la qualité de légataire universel d'Hirschfeld : ils héritent de l'ensemble des possessions du savant allemand, mais ne peuvent les utiliser que dans le but de poursuivre son héritage intellectuel. Giese hérite en plus de tous les objets sauvés ou rachetés du pillage de l'Institut, des revenus liés à tous les livres d'Hirschfeld, en allemand ou en langues étrangères, et des licences pour les médicaments Testifortan et Perles Titus. De plus, l'allocation que Magnus avait mise en place à son intention lors de son expulsion, que ce soit de sa poche directement (40£) ou via Norman Haire et la sexologue dannoise Ellen Baekgaard (50£), est renouvelée.
Giese, de retour à Brno, vit de l'héritage de Magnus Hirschfeld. Il a probablement travaillé sur la publication posthume du dernier livre d'Hirschfeld, Racism, dont la première édition est en anglais, et a dû toucher des droits d'auteur pour ce travail. Du vivant d'Hirschfeld, Giese avait participé à l'écriture du livre en tapant le manuscrit d'Hirschfeld.

#### Giese à Brno (mai 1936-mars 1938)
Le 29 mai 1936, Giese déménage de Vienne à Brno, où il vit jusqu'à son suicide le soir du 16 mars 1938. Il reste en contact avec son avocat Karl Fein, chez qui il vit pendant l'été 1936, avant de prendre son propre appartement, un trois-pièce au 8 Střelecká, dans la banlieue de Kralovo Pole au nord de Brno. Il continue de correspondre régulièrement avec les proches de l'Institut : Ernst Maass, Adelheid Schultz, Gunter Maeder. Il est proche de Willi Bondi, ce qui lui permet de profiter de la scène théâtrale de Brno. Il écrit un conte, inédit (Märchen von den Liebesleuten). Il ne poursuit pas ses études médicales. Il aurait l'espoir, grâce aux livres de l'Institut, de former une bibliothèque qui aurait également servi de centre gay, mais cet espoir ne se concrétise pas. Pendant cette période, Giese vit de l'héritage de Magnus Hirschfeld ; il a suffisamment d'argent pour payer une loyer mensuel de 480 couronnes tchèques, se faire livrer du pain et du lait tous les matins, et nourrir son chat angola. Il lit principalement des livres en anglais, suggérant qu'il envisageait possiblement d'émigrer dans un pays anglophone.
Giese tombe amoureux d'un homme du nom de Walter Lukl, un autrichien naturalisé Tchécoslovaque. Leur relation commence au plus tard en mai 1936 ; Lukl emménage chez Giese le 26 septembre 1936. La relation prend fin au début de l'année 1935 (Lukl déménage le 5 janvier). Cette rupture, d'après les lettres de Giese qui exprime une humeur déprimée, est une des causes proches de son suicide.
Cependant, la situation politique de Giese est elle aussi de plus en plus fragile. Les autorités tchécoslovaques décrètent en juin 1937 que les émigrés allemands doivent être relocalisés dans les montagnes de Moravie  ; à la suite d'une lettre de contestation écrite par Karl Giese et son avocat Karl Fein, où il explique qu'il ne peut travailler qu'à Brno et est dans l'incapacité de déplacer les 2000kg. d'objets de l'Institut qui sont en sa possession, les autorités tchécoslovaques l'autorisent à rester dans le pays jusqu'à l'expiration de son passeport le 5 mai 1938. Le consulat de Brno est en lien avec la Gestapo, qui est consultée sur ces décisions. L'Anschluss a lieu le 12 mars 1938. Les journaux tchécoslovaques annoncent une invasion prochaine du pays. Le suicide de Giese fait partie d'une vague de suicides de réfugiés politiques allemands qui se produit à Vienne suivant l'Anschluss et à Prague sur la même période, et dont les journaux contemporains font mention.
L'intégralité des possessions de Giese est léguée par testament à son avocat et ami, Karl Fein. La police confisque cependant chez Giese, lors de l'enquête suivant sa mort, les objets sexologiques de nature pornographique, dont la plupart venait de l'Institut. Selon l'enquête de police, sont confisqués : " trois caisses d'objets, diverses photographies pornographiques, des disques vinyles, un plateau en cuivre, trois boîtes de pellicule filmographique, une gravure en bois, 9 moulages d'organes génitaux".
Giese est enterré dans le cimetière central de Brno. La concession de la tombe n'est pas perpétuelle, et elle n'existe plus aujourd'hui.

## Mémoire
Le 9 février 2016, en présence de la Magnus-Hirschfeld-Gesellschaft, un Stolperstein a été posé au nom de Karl Giese sur le lieu historique de l'Institut, au croisement de In den Zelten/ Beethovenstrasse, aujourd'hui 10, John Foster Dulles Allee. Sur le Stolperstein est inscrit : « Hier wohnte / KARL GIESE / jg. 1898 / Flucht 1933 / Frankreich / Tscheshoslowakei / Flucht in den Tod / 16. 3; 1938/ Brno » (Ici habita Karl Giese, né en 1898, fuit en 1933, France, Tchéquoslovaquie/ fuit dans la mort le 16 mars 1938, Brno).

## Publications

### Seul
Comme Giese n'avait pas de diplôme médical, la plupart de ses publications ont été diffusées dans des journaux de vulgarisation, en particulier ceux de l'Institut : Die Aufklärung ( « Les lumières », « l'éducation ») et Die Ehe (« Le mariage »).
- « Andersens Wesen und Werke », in Der Eigene: Ein Blatt für männliche Kultur 9, 3, p. 78-83 et 5, p. 150-154, 1921-1922 ;
- « Vom Institut für Sexualwissenschaft als Forschungs-, Lehr-, Heil-, und Zufluchts-stätte », édition spéciale de Junge Menschen: Monatshefte für Politik, Kunst, Literatur und Leben 8, 6, p. 132-133, juin 1927 ;
- « Was unsere Väter pikant fanden », in Die Aufklärung 1, 4, p. 105-108, 1929 ;
- « Eros im Museum: Ein Gang durch das Archiv des Instituts für Sexualwissenschaft », in Die Aufklärung 1, 5, p. 139-142, 1929 ;
- « Transvestitismus und Eheberatung », in Die Aufklärung 2, 3, p. 66-68, 1930 ;
- « Zeichnungen als sexuelles Ausdrucksmittel », in Die Aufklärung 2, 4-5, p. 92-94, 1930 ;
- « Liebes-Ersatz: über erotische Ersatzhandlungen », in Die Ehe 6, p. 292-293, 1931 ;
- « Selbsttötung auf sexueller Grundlage », in Die Ehe 6, p. 210-211, 1931 ;
- « Erotischer Verkleidungstrieb », in Detektiv 1, 10-12, 1931 ;
- « Sittliches und Modisches: sexual-ethnologische Betrachtungen », in Die Ehe 7, 5, p. 134-136, 1932 ;
- « Cleopatra...Herr William Shakespeare », in Die Ehe, 7, p. 365-367, 1932 ;
- « André Gide: 'Corydon'. Vier Sokratische Dialoge », in Sexus, Vierteljarhreszeitschrift für die gesamte Sexualwissenschaft und Sexualreform, p. 64, 1933 ;
- « Vražděni homosexuelních' », in Nový hlas – list pro sexuální reformu, 1, p. 9–10; en allemand : Die Homosexuellenmorde' », in Capri. Zeitschrift für schwule Geschichte 49, p. 33-35, 2015 ;
- « The sexual causes underlying self-inflicted death », manuscrit inédit, 3 pages.

### AvecRichard Linsert
- « Hauptmann Barker, ihre Vorgänger und Kollegen » in Arbeiter-Illustrierte-Zeitung 8, 14, p. 4-5.